# Sante Marsili
Sante Marsili (ur. 31 października 1950 w Neapolu, zm. 2 września 2024) – włoski piłkarz wodny, srebrny medalista olimpijski z Montrealu. 
Trzykrotnie uczestniczył na letnich igrzyskach olimpijskich (IO 1972, IO 1976, IO 1980). Na igrzyskach w Montrealu w 1976 roku wraz z kolegami zdobył srebrny medal. Zagrał wtedy w 8 meczach, zdobywając 9 bramek. 